# 坂詰真二
坂詰 真二（さかづめ しんじ、1966年10月15日 - ）は、新潟県上越市出身、神奈川県横浜市在住のスポーツトレーナー、文筆家、タレント、エクササイズモデル。スポーツ＆サイエンス代表者。

## 来歴・人物
1966年、新潟県上越市に生まれる。上越市立南本町小学校、上越市立城西中学校、新潟県立高田高等学校普通科を卒業後、1985年に横浜市立大学文理学部に入学。大学では運動生理学を学び、特に筋肉疲労とリカバリーに関する研究に取り組んだ。学部の枠を越えて野坂和則教授（後に神戸大学教授、筋生理学・運動生理学の専門家）に師事し、スポーツ科学の知見を深めた。
4年次に1年間休学し、前半は倉田アクションクラブ（現倉田プロモーション）在籍、後半はオーストラリア留学。
1990年、株式会社ピープル（現在のコナミスポーツクラブ）に入社。店舗における現場指導、運営と並行して士反康裕の下、フィットネスディレクター、教育担当を歴任。
1993年、株式会社スポーツプログラムスに入社。比佐仁の下、チーム及びアスリート個人のコンディショニング（強化、調整）とリコンディショニング指導を担当。
1996年、スポーツ＆サイエンスを起こし独立。1.執筆を含むメディアを通じての運動指導　2.トレーナー育成（スポーツ系専門学校講師等） 3.講演及びセミナー講師　4.アドバイザリー、コンサルティング　5.パーソナル指導　の5つを柱に活動。現在に至る。

## 保有資格
- NSCA（全米ストレングス＆コンディショニング協会）－CSCS（認定ストレングス＆コンディショニングスペシャリスト）
- 同協会CPT（認定パーソナルトレーナー）

## エピソード
- 小中学生の頃にブルース・リー、ジャッキー・チェンの影響を受けてアクション俳優を目指す。小中高でそれぞれ柔道、体操、空手を学び、高校卒業後は大学への進学を口実に、実はアクション俳優養成所に入る目的で上京（ただし現役で横浜市立大学に入学している）。後に大学に通いながら倉田保明主宰の倉田アクションクラブに入るも、その道の難しさを実感し、二番目に興味があったスポーツトレーナーの世界に入る。株式会社ピープル入社後、同社の当時教育課課長であった士反康裕の影響を受け、プロのトレーナーとして生きていくことを決意する。
- アクション俳優修業の一環として大学では空手道部に2年生まで所属（退部後はシュートボクシングを始める）。横浜市立大学空手道部には日本空手協会の師範・矢原美紀夫師範（現空手之道世界連盟主席師範）が指導者として派遣されており、twitter内で「様々な格闘家やトップアスリートを見てきたが、矢原先生ほど強い格闘家も速く動けるアスリートもいなかった」と語っている。
- 1986年秋、横浜市立大学学園祭「浜大祭」における第一回「ミスター横浜市立大学」コンテストで優勝。
- 1988年開催の「ナイスガイコンテスト」東京大会出場。（東京大会１位の吉田栄作と２位の幕末塾が全国大会に出場し、それぞれ芸能界デビューを果たしている。）

- 格闘技関係では、強者代表の国分利人、バンゲリングベイ代表の新田明臣、元プロシューターの都鳥香らと交流がある。BOXING-WORKS「水龍會」代表の瀧本章久はかつての愛弟子。
- 週に2回のトレーニングを行い、体力と体型を維持している。雑誌や書籍では本人がエクササイズモデルを務めることもある。
- メディアでは雑誌『ターザン』に最も古くから登場しているトレーナーの一人であり、現在に至るまで最も多くの記事を監修している。
- 喫煙、飲酒の習慣なし。ギャンブルもしない。禁酒をしたのは26歳の頃、パーソナルトレーナーを務めた大洋ホエールズ（現横浜ベイスターズ）のN選手の飲酒量を減らすため「私はお酒を辞めますから、Nさんは半分に減らしましょう」と提案したのがきっかけ。それ以降も禁酒は続いており、宴席ではもっぱらノンアルコールビールを飲んでいる。
- 多くのスナップ写真では「親指、人差指、中指」を立てているが、それぞれ信条とする「愛・勇気・努力」を意味している。

## メディア出演、監修歴
- 雑誌　ターザン（マガジンハウス）、フィッテ（学研）、コーチングクリニック（ベースボールマガジン社）ほか
- テレビ　ゲットスポーツ（テレビ朝日）、いいものプレミアム（フジテレビ）、なないろ日和（テレビ東京）ほか
- Web　東洋経済オンライン「自分史上最高のカラダに！本気の肉体改造メソッド」、EPARKリラク＆エステ「ストレッチ講座」ほか
- DVD　黒谷友香のWhipness、セラバンドエクササイズ、グラビティーダイエットほか

## 専門学校指導歴（非常勤講師）
- スポーツ系　横浜リゾート＆スポーツ専門学校、横浜YMCAスポーツ専門学校ほか
- 医療系　湘南医療福祉専門学校、東京メディカルスポーツ専門学校ほか

## セミナー、講演講師歴
- トレーナー等専門職対象　澤木ジム主催「トレーナーとして生きていく法則」、神奈川県老人保健施設協会看護部会主催「腰痛予防のエクササイズ」ほか
- 一般対象　静岡県保険医協会主催「20歳若返る習慣」、読売新聞主催「大人の体力測定／ストレッチ講習会」ほか

## アスリート指導歴
- チーム　株式会社一光硬式野球部（愛知県）、野沢温泉スキークラブ（長野県）、三井生命男子バスケットボールチーム（千葉県）、北越銀行女子バレーボール部（新潟県）ほか
- 個人（パーソナル）　各種アスリート、トレーナーなど運動指導者多数。個人名については守秘義務の観点から非公開にしている。

## コンサル、アドバイザリー歴
- 株式会社Ｄ＆Ｍ、株式会社ピュアフィット、有限会社内田販売システムほか

## 著書、監修書籍一覧（共著、ムック含む）
- 『格闘アスリート教本』（福昌堂）1999
- 『アスリートファイター読本』（福昌堂）2001
- 「カンタン快適！プチフィットネス』（ベースボールマガジン社）2003
- 『グラビティーエクササイズダイエット』（双葉社）2005
- 『勝利をつかむコンディショニングBOOK』（ベースボールマガジン社）2005
- 『筋力トレーニングー基礎から無理なく理想のBODYをつくる』（日本文芸社）2005
- 『セラバンド・エクササイズ』（講談社）2007
- 『一行ダイエット』（マガジンハウス）2009
- 『たたみ一畳でできる！寝ながら健康体操』（TOエンターテインメント）2011
- 『やってはいけない筋トレ』（青春出版社）2012
- 『正しいカラダのつくりかた―体型・体調の悩みを全て消し去る!! 』（日本文芸社）2012
- 『図解版やってはいけない筋トレ 週2回で体が変わる鍛え方』（日本文芸社）2012
- 『お腹を凹ます技術』（日本文芸社）2012
- 『美乳・美尻ダイエット』（宝島社）2013
- 『やってはいけないストレッチ』（青春出版社）2013
- 『間違ったダイエットは老化を早める』（イースト・プレス）2013
- 『体のおとろえは、「足」から始まる 40代からのロコモ対策』（カンゼン）2013
- 『運動嫌いほどやせられる 最小の努力で最大の効果を得られるダイエットメソッド』（幻冬舎）2013
- 『運動嫌いほど痩せられる』（小学館）2014
- 『ダイエット 効くストレッチ 効かないストレッチ』（宝島社）2015
- 『毎日続けられる やさしいストレッチ』（西東社）2014
- 『幼児・小学生のための身長をグングン伸ばすための本』（カンゼン）2014
- 『痩せる! 筋トレ:自宅で週2回、10分でOK!』（河出書房新社）2014
- 『一生、自分の足で歩く本』（マキノ出版）2014
- 『肝臓をいじめない食べ方・飲み方』（マガジンハウス）2014
- 『要介護がイヤなら今すぐ猫背を直せ』（双葉社）2015
- 『自重筋トレで腹を凹ます!: 道具は不要! 誰でも腹が凹む 1日3分×30日プログラム』（マガジンハウス）2015
- 『お腹を凹ませて、太らないカラダになるための真実67 筋トレと栄養の科学』（新星出版社）2015
- 『やってはいけないダイエット』（光文社）2015
- 『図解　やってはいけないストレッチ　老けない体は柔らかい筋肉からつくられる』（青春出版社）2016
- 『1人では伸ばしきれない筋肉を効率よく伸ばす パートナー・ストレッチ』（カンゼン）2016
- 『スーツが似合う男になる!! ラガーマン体型になれる筋力トレーニング』（カンゼン）2016
- 『1日10分履くだけでやせる猫足スリッパダイエット新色(ニャーカラー) 』(学研）2016
- 『1日3分で筋肉は作れる!!　坂詰式正しい「筋トレ」の教科書』（カンゼン）2016
- 『お尻をほぐせば「疲れ」はとれる (ベスト新書)』（ベストセラーズ）2017
- 『世界一やせるスクワット』（日本文芸社）2017
- 『最新　ストレッチの科学』（新星出版社）2018
- 『家事の合間にできる こころと体を癒す10秒ストレッチ』（光文社）2018
- 『世界一すごいストレッチ』（日本文芸社）2018
- 『女子の筋トレ＆筋肉ごはん』（新星出版社）2018
- 『世界一引き締まる6回腹筋』（日本文芸社）20
- 『足のちょいトレで、100歳まで元気に歩ける本: 「ゆるスクワット」で超健康になる! 』（三笠書房）2018
- 『Ｄｒ．クロワッサン 何歳からでもカラダはやわらかくなる！ Dr.クロワッサン』（マガジンハウス）2019
- 『1日1分、階段を下るだけ！　美骨トレ』（マガジンハウス）2019
- 『還暦筋トレ』（山と渓谷社）2019
- 『世界最新のボディメイク』（日本文芸社）2019
- 『筋肉がよろこぶ最高の食べ方』（宝島社）2019
- 『筋トレは下半身だけやればいい』（ソフトバンク）2019
- 『ラクなのに効率的! 筋トレ革命 エキセントリックトレーニングの教科書』（新星出版社）2020
- 『今日から自宅がジムになる　宅トレ』（カンゼン）2020
- 『クロワッサン特別編集　大人のための、痩せる食べ方。』（マガジンハウス）2020
- 『１日１ページで痩せるダイエット最強の教科書』（日本文芸社）2020
- 『簡単ストレッチですぐにペタ腹! 10秒おなか伸ばし』（光文社）2020
- 『新版 筋トレと栄養の科学』（新星出版社）2021
- 『眠れなくなるほど面白い 図解 筋肉の話』（日本文芸社）2025